# 三木市立東吉川小学校
三木市立東吉川小学校（みきしりつ ひがしよかわしょうがっこう）は、兵庫県三木市吉川町市野瀬にあった公立小学校。

## 通学区域
吉川町の内
- 稲田、金会、福吉、昆沙門、市野瀬、東田、楠原、豊岡、水上、奥谷、
- 吉安の一部

## 進学先中学校
- 三木市立吉川中学校

## 周辺

### 周辺の施設
- 楠原公民館
- 豊岡公民館
- 南水上公民館
- 金会公民館
- 吉川GC

### 周辺の道路
- 兵庫県道17号西脇三田線
- 兵庫県道506号市野瀬有馬線